# Luiz Pedro Barbosa
Luiz Pedro Barbosa (Pernambuco, 11 de abril de 1870 – Rio de Janeiro, 20 de dezembro de 1949) foi um médico brasileiro.
Graduado em medicina pela Faculdade de Medicina do Rio de Janeiro em 1891, apresentando a tese “Desordens catameniaes”. Foi eleito membro honorário da Academia Nacional de Medicina em 1915, indicado por Miguel Couto.